# تعطیلات در منتون
تعطیلات در منتون (انگلیسی: A holiday at Mentone) یک نقاشی رنگ روغن بر روی کرباس از هنرمند استرالیایی و پیرو مکتب هایدلبرگ، چارلز کوندر می‌باشد که در سال ۱۸۸۸ طرح گردید. نقاشی نشانگر ساحل ملبورن در حومهٔ منتون و در یک روز آفتابی و روشن می‌باشد.